# تل زایط
تل زایط (عبری: תל זית‎, عربی: Tell Zeita, Kirbat Zeita al Kharab) یک محوطه یا به عبارتی یک تل باستانی در شفله یا زمین‌های پست اسرائیل است که در حدود ۳۰ کیلومتری شر اشکلون واقع شده‌است.

## تاریخ
این سایت، که تقریباً ۰٫۸-جریب-فرنگی (۰٫۳۲-هکتار) وسعت دارد، شواهدی از سکونت انسان در سراسر عصر مفرغ پسین و عصر آهن I و II را نشان می‌دهد. این شهر دو بار در سال ۱۲۰۰ قبل از میلاد و قرن نهم قبل از میلاد بر اثر آتش‌سوزی ویران شده‌است. حزائیل آرامی احتمالاً فرماندهٔ نظامی است که دستور تخریب این شهر در قرن نهم قبل از میلاد را صادر کرده. تاکتیک‌های محاصره آرامی‌ها در استل زکور بیان شده‌است، در این استل نوشته شده‌است که پسر حزائیل، به نام بن حداد، محاصره‌ای تماشایی را علیه دشمنانش اجرا کرده. در تنخ آمده‌است که حزائیل در قرن نهم پیش از میلاد شهرهای منطقه شفله از جمله شهر فلسطینی گات. [نیاز به منبع غیر اولیه] را ویران کرده، محاصره و ویرانی مشابهی در قرن نهم قبل از میلاد در تل الصافی، محوطه‌ای در نزدیکی آن که معمولاً به عنوان گات شناخته می‌شود، شناسایی شده و باستان‌شناسان شواهدی احتمالی از لشکرکشی حزائیل در آن کشف کرده‌اند.
حداقل از قرن شانزدهم تا مدتی در طول قرن بیستم، این مکان توسط اعراب روستای زیتا مسکون شده بود. در طول دوره فرمانروایی بریتانیا، این روستا ۱٫۵ کیلومتر به سمت شمال کوچ داده شد و در نهایت این شهر در سال ۱۹۴۸ از سکنه تخلیه شد.
کار باستان‌شناسی در تل زایط با یک بررسی اولیه در سال ۱۹۹۸ توسط یک تیم از مدرسه دینی پیتسبورگ به رهبری ران تاپی آغاز شد.
در طول فصل ۲۰۰۵، باستان‌شناسان سنگ زایط را در میان بقایای ویرانهٔ آتش‌سوزی مربوط به قرن دهم قبل از میلاد کشف کردند که تاریخ قرن ۹ قبل از میلاد نیز برای آن پیشنهاد شده‌است. این سنگ شامل کتیبه‌ای است که توسط برخی محققان به عنوان یکی از قدیمی‌ترین کتیبه‌های کشف‌شده شناخته می‌شود.

## برای مطالعهٔ بیشتر
- ران ای. تاپی و پی. کایل مک کارتر، فرهنگ باسواد و کنعان قرن دهم: The Tel Zayit Abecedary in Context, Eisenbrauns، ۲۰۰۸،شابک ‎۱-۵۷۵۰۶-۱۵۰-۳